# Val Bognanco
Le val Bognanco est l'une des sept vallées latérales du val d'Ossola. Elle s'ouvre derrière Domodossola (province du Verbano-Cusio-Ossola). Cette vallée est irriguée par la rivière Bogna, qui se jette ensuite dans la rivière Toce, tributaire du Pô.
En forme de V classique en aval, la vallée s'élargit en amont près du village de San Lorenzo. Dans la région se trouve l'amphithéâtre Moreno, site de nombreux petits lacs de montagne, dont notamment les Laghi Paion.
L’unique cité de la vallée, Bognanco, est une célèbre station thermale et de villégiature et, depuis 1928, une source d'eau minérale embouteillée.